# Église Saint-Pierre de Tibériade
Pour les articles homonymes, voir Église Saint-Pierre.
L'église Saint-Pierre de Tibériade (en hébreu : כנסיית פטרוס הקדוש ; en latin : Ecclesia Sancti Petri) est un lieu de culte catholique situé près d'un monastère à Tibériade, sur la côte ouest de la mer de Galilée, dans le district nord d'Israël.
Elle est dédiée à saint Pierre, un des apôtres de Jésus, car elle se trouve près du lieu ou Pierre aurait eu pour habitude de pêcher.

## Localisation
L'église Saint-Pierre de Tibériade est un lieu de culte catholique situé près d'un monastère à Tibériade, sur la côte ouest de la mer de Galilée, dans le district nord d'Israël,.

## Historique
L'église Saint-Pierre est fondée au début du XIIe siècle par des croisés. Mais elle est convertie en mosquée après la victoire des musulmans sur les chrétiens lors de la bataille de Hattin en 1187.
Au XVIIIe siècle les Franciscains s'intéressent à l'église ; ils commencent à la visiter, d'abord à la saint Pierre, puis plus fréquemment. Ils reprennent alors le contrôle de l'édifice. En 1833, ils y installent une réplique de la statue de Saint-Pierre réalisée par Arnolfo di Cambi et exposée au Vatican. En 1847, un monastère est construit près de l'église. La façade actuelle de l'édifice date de 1870.
Après la Seconde Guerre mondiale est construit un mur commémoratif illustrant divers thèmes liés à l'Église catholique en Pologne, avec pour image centrale la Vierge noire de Częstochowa.

## Galerie d'images

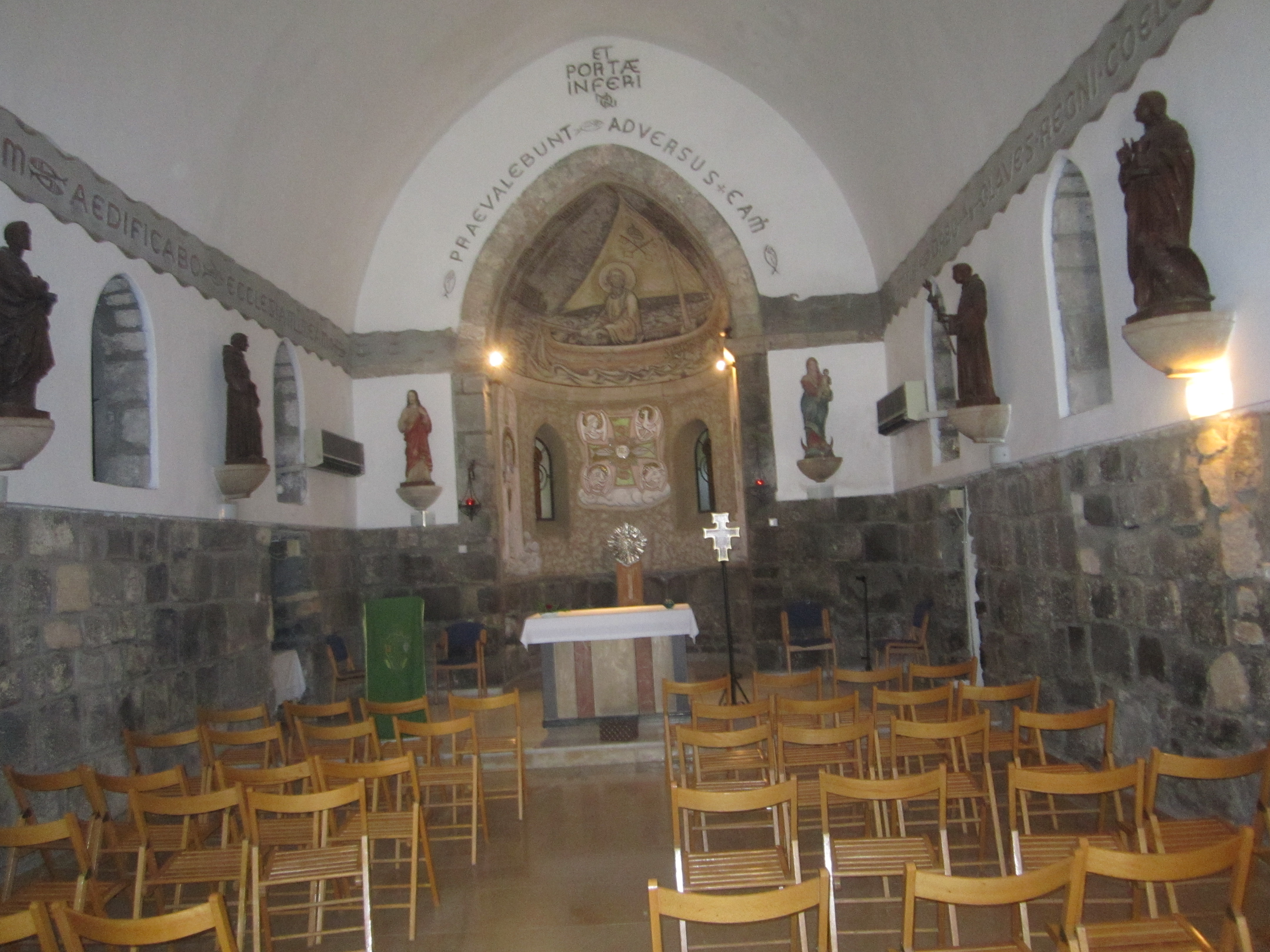
Vue de l'intérieur
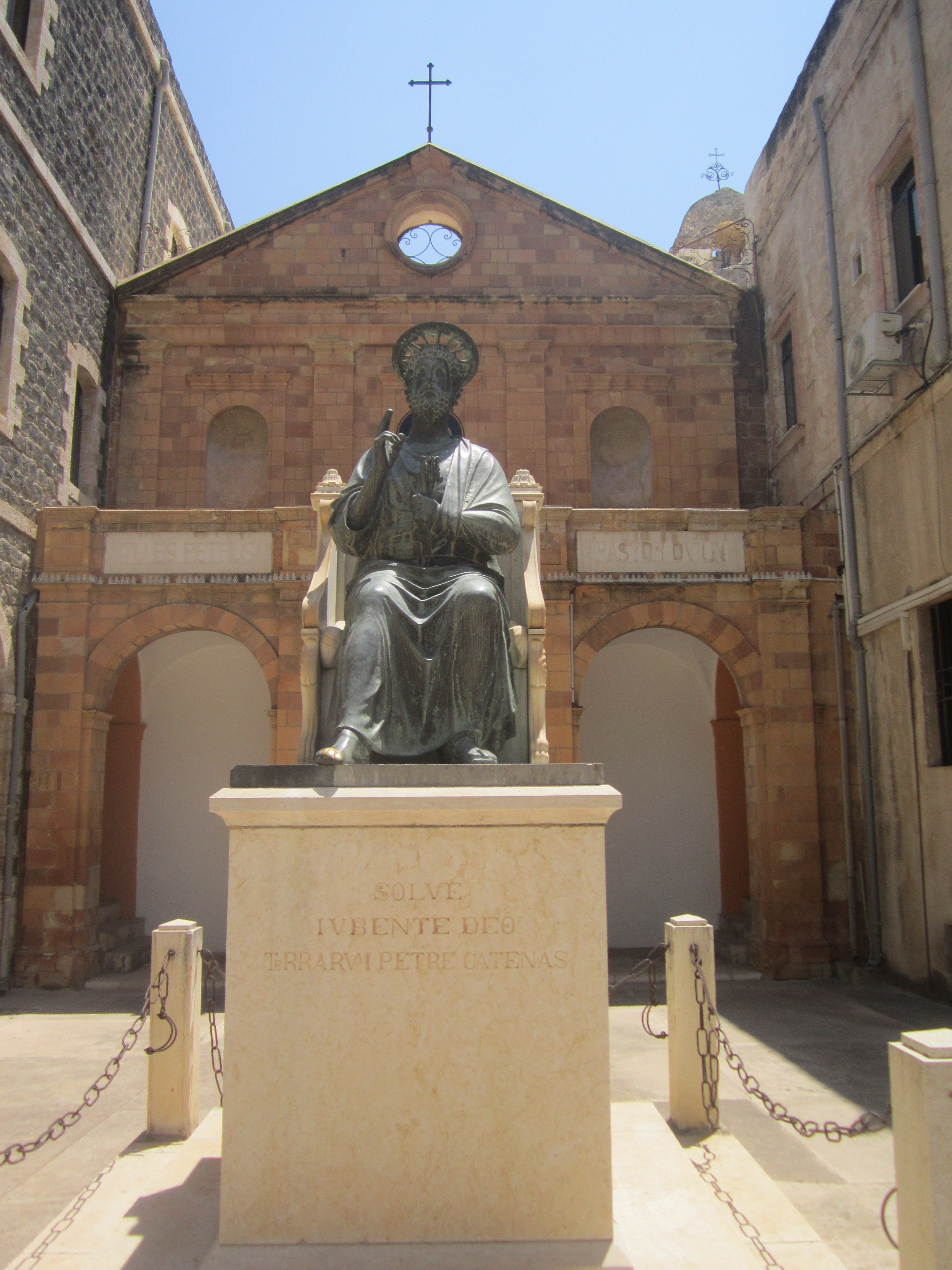
La réplique de la statue de saint Pierre
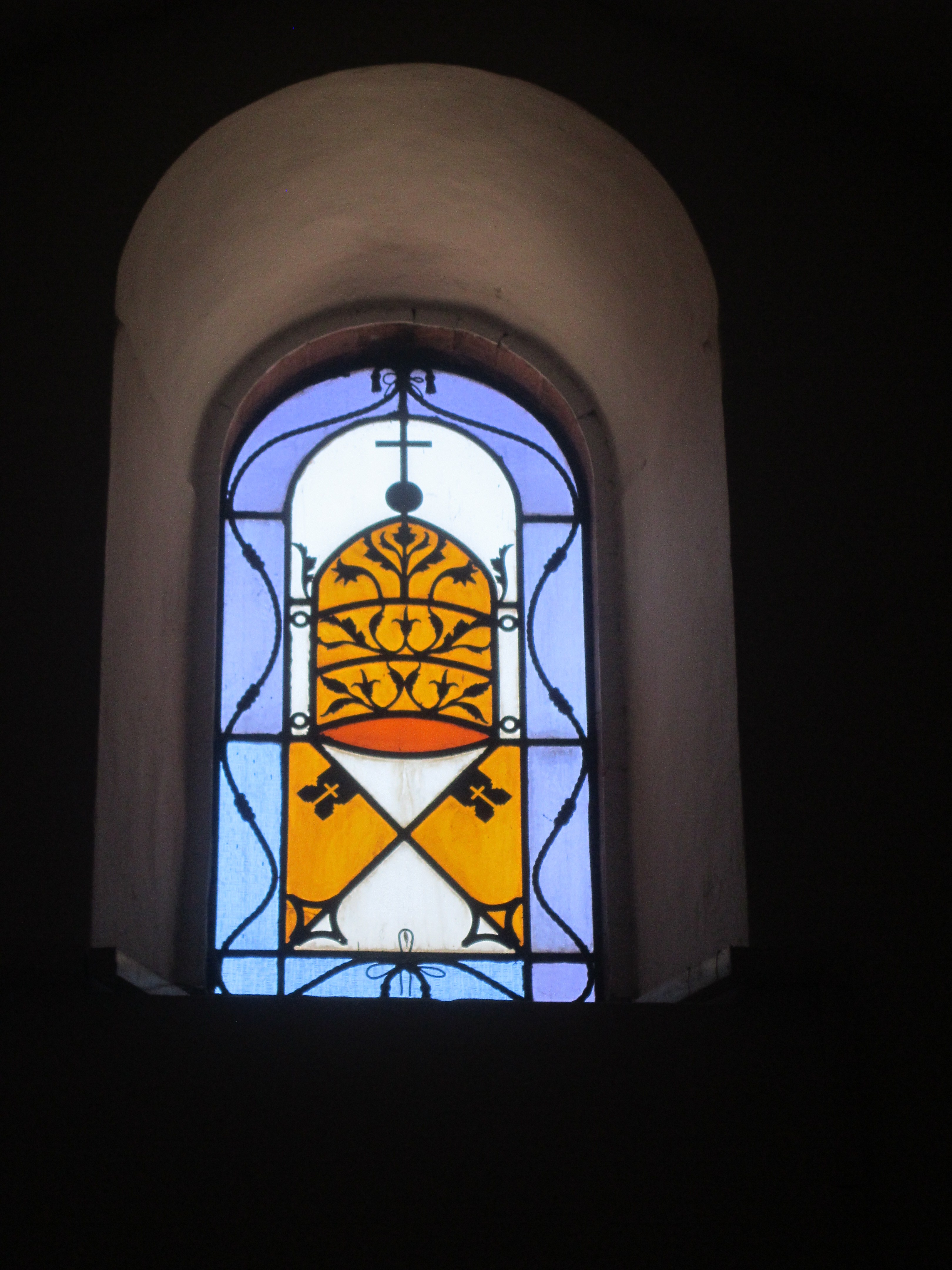
Un vitrail de l'église